# Malkàrids
Els malkàrids (Malkaridae) són una família d'aranyes araneomorfes. Fou descrita per primera vegada per V. T. Davies l'any 1980.
Els 1986 els malcàrids foren elevats a la categoria d'una subfamília dels aranèids (Araneidae) i col·locats com a grup proper als mimètids (Mimetidae) (Wunderlich, 1986: 124). D'altra banda, Platnick & Forster (1987: 8) els consideraren com un sinonímia superior dels Sternodidae; una mica abans, l'any 1986, Moran havia proposat la creació de la família dels esternòdids (Sternodidae).
La família del pararquèids (Pararchaeidae) recentment ha estat considerada una sinonímia del malkàrids (Dimitrov, 2017), i actualment en forma part.

## Sistemàtica
És una família petita amb distribució per Oceania i Xile. Segons el World Spider Catalog amb data de desembre de 2018 hi ha 11 gèneres i 46 espècies. Els gèneres són:
- Anarchaea Rix, 2006
- Carathea Moran, 1986
- Chilenodes Platnick & Forster, 1987
- Flavarchaea Rix, 2006
- Forstrarchaea Rix, 2006
- Malkara Davies, 1980
- Nanarchaea Rix, 2006
- Ozarchaea Rix, 2006
- Pararchaea Forster, 1955
- Perissopmeros Butler, 1932
- Westrarchaea Rix, 2006

### Superfamília Mimetoidea
Els malkàrids havien format part de la superfamília dels mimetoïdeus (Mimetoidea), al costat dels mimètids. Els pararquèids ('Pararchaeidae') formaren part de la superfamília dels arqueoïdeus (Archaeoidea), juntament amb els arquèids, mecismauquènids, microfolcommàtids i holarquèids.
Les aranyes, tradicionalment, havien estat classificades en famílies que van ser agrupades en superfamílies. Quan es van aplicar anàlisis més rigorosos, com la cladística, es va fer evident que la major part de les principals agrupacions utilitzades durant el segle XX no eren compatibles amb les noves dades. Actualment, els llistats d'aranyes, com ara el World Spider Catalog, ja ignoren la classificació de superfamílies.